# Moms I'd Like to Forget
 Moms I'd Like To Forget, titulado Mamás que quisiera olvidar en Hispanoamérica y Mamás a las que me gustaría olvidar en España, es el décimo episodio de la vigesimosegunda temporada la serie de animación los Simpson. Fue emitido el 9 de enero de 2011 en Estados Unidos por la cadena FOX. 

## Sinopsis
Los alumnos de cuarto y quinto se baten en una acalorada batalla de "Quemados" o Dodgeball (Brilé, en España), y los de quinto ganan injustamente, causando una gran rivalidad entre los dos cursos. Los alumnos de ambos cursos deciden juntarse para pelear, y Bart descubre que uno de los alumnos de quinto tiene la misma misteriosa cicatriz en la mano que él. Perplejo por las manchas idénticas, Bart intenta descubrir por qué y cómo le salió a él, entonces le pregunta a su mamá, Marge le dice que hace siete años, ella y sus amigas formaron "Las Mamás Actuales", un grupo muy unido de madres que se juntan para que sus hijos jueguen entre ellos.
Luego de esto Marge se ve decidida a retomar el contacto con las otras madres de familia y busca reencontrarse con la actividad del grupo que tenía antes, su vida social se ve pronto reforzada, mientras Homero y los otros esposos salen juntos pero se aburren. Bart va a ver al Dr. Hibbert, que le dice que cree que la cicatriz tiene que ver con el Sujeto de las Historietas Cómicas. Finalmente, el Sujeto de los Cómics le dice que el 4 de julio (Día de la Independencia estadounidense) de hace 7 años, había una fiesta pública, y él era el encargado de los fuegos artificiales. Bart y los demás niños del grupo juegan con los fuegos pirotécnicos, lanzando todos al mismo tiempo, y los palillos con forma de sable de un sandwich caliente que el Sujeto iba a comer golpean en su piel, dejando la cicatriz. Cuando Bart deja de divertirse con los otros hijos, intenta romper el club y Marge finalmente recuerda que dejó el grupo porque las otras madres trataban a Bart como basura, y se va. Curiosamente, las otras madres resultan ser lesbianas o bisexuales, y empiezan a besarse cuando Marge se va.
- Datos: Q3067585